# Usera

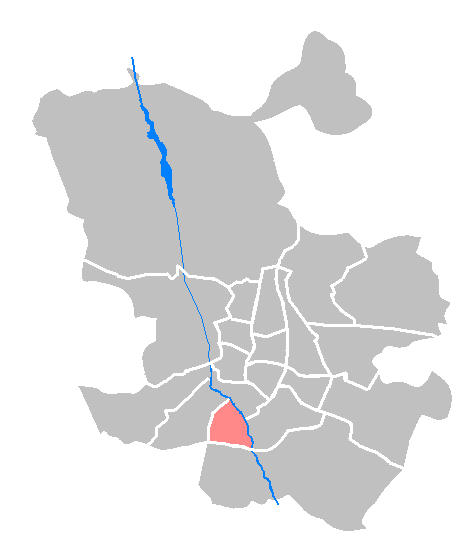
Lage.

Usera ist der Name eines Stadtbezirkes von Madrid. Er ist administrativ in die Stadtteile Orcasitas (121), Orcasur (122), San Fermín (123), Almendrales (124), Moscardó (125), Zofío (126) und Pradolongo (127) unterteilt.
Ein kleiner Teil des Territoriums dieses Bezirks gehörte vor den Eingemeindungen zwischen Ende der 40er Jahre und Anfang der 1950er Jahre zu den Gemeinden Carabanchel und Madrid. Der größte Teil des Bezirks entstammt den Gebieten, die zur Gemeinde Villaverde gehörten, bevor diese am 31. Juli 1954 in Madrid integriert wurde.

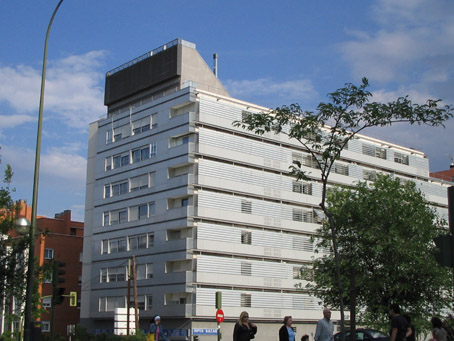
Gebäude in San Fermín (Usera)

Der Bezirk erhielt seinen Namen vom Stadtviertel Usera, das im Norden des Bezirks liegt. Dieses Stadtviertel hat seinen Ursprung in einigen Gebieten, die im Norden der Gemeinde Villaverde liegen und die einem reichen Bauern gehörten, der im Volksmund „Onkel Sordillo“ genannt wurde. Eine Tochter dieses Bauern schloss die Ehe mit dem Oberst Marcelo Usera. Dieser Militär und Geschäftsmann befand, dass die Bebauung dieser Flächen rentabler sein müsste als ihre Kultivierung, weshalb er zwischen 1925 und 1930 daranging, sie zu parzellieren und zu verkaufen.
Der Beauftragte für die Skizzierung und Trassierung der Straßen war der Verwalter von Oberst Usera, weshalb er entschied, den Straßen Namen der Mitglieder der Familie Usera sowie des Dienstpersonals und einiger Einwohner zu geben.
Solche Straßen sind zum Beispiel die Isabelita, Amparo oder Gabriel Usera. Seine Hauptstraße ist die Marcelo Usera, die zwischen der Plaza de Fernández Ladreda (die alte Plaza Elíptica) und der Glorieta de Cádiz liegt.
Er grenzt im Osten und Nordosten an den Bezirk Carabanchel, im Nordosten an den Bezirk Arganzuela und Río Manzanares, im Osten an den Bezirk Puente de Vallecas und im Süden an den Bezirk Villaverde.